# Copa Bósnia de Futebol
A Copa Bósnia de Futebol é o segundo mais importante torneio de futebol da Bósnia e Herzegovina, surgiu em 1997-98.

## Torneio
O torneio é um dos mais tradicionais da Bósnia e Herzegovina, nele surgiram vários jogadores famosos, como por exemplo Edin Dzeko entre outros.

## Finais
| Temporada | Campeão                                                               | Placar                                                                | Vice-campeão                                                          |
| --------- | --------------------------------------------------------------------- | --------------------------------------------------------------------- | --------------------------------------------------------------------- |
| 1997–98   | FK Sarajevo                                                           | 0 – 0, 1 – 0 Agg. 1 – 0                                               | HNK Orašje                                                            |
| 1999–00   | FK Željezničar Grupo de 3 - Željezničar, Bosna Visoko e Sloboda Tuzla | FK Željezničar Grupo de 3 - Željezničar, Bosna Visoko e Sloboda Tuzla | FK Željezničar Grupo de 3 - Željezničar, Bosna Visoko e Sloboda Tuzla |
| 2000–01   | FK Željezničar                                                        | 3 – 2                                                                 | FK Sarajevo                                                           |
| 2001–02   | FK Sarajevo                                                           | 2 – 1                                                                 | FK Željezničar                                                        |
| 2002–03   | FK Željezničar                                                        | 0 – 0, 2 – 0 Agg. 2 – 0                                               | FK Leotar Trebinje                                                    |
| 2003–04   | FK Modriča Maxima                                                     | 1 – 1, 4 – 2 Agg. 5 – 3                                               | FK Borac Banja Luka                                                   |
| 2004–05   | FK Sarajevo                                                           | 1 – 0, 1 – 1 Agg. 2 – 1                                               | NK Široki Brijeg                                                      |
| 2005–06   | HNK Orašje                                                            | 0- 0, 3 – 1 Agg. 3 – 1                                                | NK Široki Brijeg                                                      |
| 2006–07   | NK Široki Brijeg                                                      | 1 – 1, 1 – 0 Agg. 2 – 1                                               | FK Slavija                                                            |
| 2007–08   | HŠK Zrinjski Mostar                                                   | 1 – 2, 2 – 1 Agg. 3 – 3, p.k. 3 – 1                                   | FK Sloboda Tuzla                                                      |
| 2008–09   | FK Slavija                                                            | 0 – 2, 2 – 0 Agg. 2 – 2, p.k. 4 – 3                                   | FK Sloboda Tuzla                                                      |
| 2009–10   | FK Borac Banja Luka                                                   | 1 – 1, 2 – 2 Agg. 3 – 3 a                                             | FK Željezničar                                                        |
| 2010–11   | FK Željezničar                                                        | 1 – 0, 3 – 0 Agg. 4 – 0                                               | NK Čelik Zenica                                                       |
| 2011-12   | FK Željezničar                                                        | 1–0, 0–0 Agg. 1–0                                                     | NK Široki Brijeg                                                      |
| 2012-13   | NK Široki Brijeg                                                      | 1–1, 1–1 Agg. 2–2, p.k. 5–4                                           | FK Željezničar                                                        |
| 2013-14   | FK Sarajevo                                                           | 2–0, 3–1 Agg. 5–1                                                     | NK Čelik Zenica                                                       |
| 2014-15   | FK Olimpic                                                            | 1–1, 1–1 Agg. 2–2, p.k. 5–4                                           | NK Široki Brijeg                                                      |
| 2015-16   | FK Radnik Bijeljina                                                   | 1–1, 3–0 Agg. 4–1                                                     | FK Sloboda Tuzla                                                      |
| 2016-17   | NK Široki Brijeg                                                      | 1–0, 0–1 Agg. 1–1, p.k. 4–2                                           | FK Sarajevo                                                           |
| 2017-18   | FK Željezničar                                                        | 2–0, 4–0 Agg. 6–0                                                     | FK Krupa                                                              |
| 2018-19   | FK Sarajevo                                                           | 3–0, 0–1 Agg. 3–1                                                     | NK Široki Brijeg                                                      |
| 2019-20   | Cancelada devido a Pandemia de COVID-19 na Bósnia e Herzegovina       | Cancelada devido a Pandemia de COVID-19 na Bósnia e Herzegovina       | Cancelada devido a Pandemia de COVID-19 na Bósnia e Herzegovina       |
| 2020-21   | FK Borac Banja Luka                                                   | 0–0 p.k. 1–4                                                          | FK Sarajevo                                                           |

## Campeões
| Clube               | Campeões | Temporada                                 |
| ------------------- | -------- | ----------------------------------------- |
| FK Sarajevo         | 7        | 2000, 2001, 2003, 2011, 2012, 2018 e 2021 |
| FK Željezničar      | 6        | 1997, 1998, 2002, 2005, 2014, 2019        |
| NK Široki Brijeg    | 3        | 2007, 2013, 2017                          |
| HNK Orašje          | 1        | 2006                                      |
| NK Bosna Visoko     | 1        | 1999                                      |
| FK Olimpic          | 1        | 2015                                      |
| FK Radnik Bijeljina | 1        | 2016                                      |
| FK Modriča Maxima   | 1        | 2004                                      |
| HŠK Zrinjski Mostar | 1        | 2008                                      |
| FK Slavija          | 1        | 2009                                      |
| FK Borac Banja Luka | 1        | 2010                                      |

### Cidades
| Cidade           | Títulos | Clubes Vencedores                                    |
| ---------------- | ------- | ---------------------------------------------------- |
| Sarajevo         | 15      | FK Sarajevo (7), FK Željezničar (6) e FK Olimpic (1) |
| Široki Brijeg    | 3       | NK Široki Brijeg (3)                                 |
| Mostar           | 1       | HŠK Zrinjski Mostar (1)                              |
| Visoko           | 1       | NK Bosna Visoko (1)                                  |
| Bijeljina        | 1       | FK Radnik Bijeljina                                  |
| Istočno Sarajevo | 1       | FK Slavija (1)                                       |
| Modriča          | 1       | FK Modriča Maxima (1)                                |
| Orašje           | 1       | HNK Orašje (1)                                       |
| Banja Luka       | 1       | FK Borac Banja Luka (1)                              |